# 香山風力發電站
香山風力發電站位於臺灣新竹市香山區，為隸屬於台灣電力公司旗下的風力發電站，該風力發電站的2號風力發電機曾在2006年10月16日發生火警，創下臺灣第一起風力發電機因火警燒毀的事件，爾後在彰化縣彰工風力發電站發生臺灣第二起風力發電機燒毀之事件。

## 沿革

### 計畫
2004年12月台灣電力公司完成澎湖縣白沙鄉中屯風力發電站第一期風力建設後，鑒於風力發電機之運轉狀況良好，因此開始進行風力發電之開發，於隔年訂定「風力發電十年發展計畫」，利用臺灣西部沿海地區及各大核能火力發電廠閒置廠區架設多組風力發電機並設置風力發電站。
第一期風力發電開發於2003年1月開始推動，其中台電公司計畫在新竹市香山區海山漁港南方的防風林區架設六部風力發電機，每部風力發電機組的裝置容量為2.0MW，預估年發電量可達到33.42百萬度。

### 施工
2004年香山風力發電站開始動工，由國內漢翔航空工業公司得標興建，採用西班牙歌美颯（Gamesa，現為Siemens Gamesa）所製造的風力發電機組。歷經2年施工，2006年9月底香山風力發電站完工開始進行試俥作業，預計於同年10月可申報竣工後開始商轉發電。
2006年10月16日下午，香山風力發電站2號風力發電機因不明原因發生火警，新竹市消防局獲報後立刻派員前往救援，然而香山風力發電站的發電機組高達76公尺，導致到場的雲梯車仍無法灌救，只能於下方警戒防止機件掉落並通知台電公司到場處理。
最後台電公司找來民間升降起吊機業者協助吊掛水線，才勉強灌救才撲滅火勢。事後台電公司風力發電工程處指出香山風力發電站的六部發電機目前都尚未驗收處於場上試俥階段且有保險，因此台電公司沒有損失。不過這是臺灣第一起風力發電機火警事故，加上位置太高灌救的確有困難。因此台電方面將審慎評估後續風力發電開發規劃。災後台電也派員將發電機拆卸，與電腦工作紀錄比對，初步研判起火原因可能與發電機受損、過熱有關，需進一步調查釐清。
2008年7月21日中華民國監察院針對漢翔航空工業承包台電公司香山風力發電站與雲麥風力發電站工程，因香山風力發電計畫的標案管理上應有完整報價規定，但漢翔公司以「相關報價評估資料已隨主要負責人離職而散失」為由，規避監察院調查。
加上香山風力發電站動工前的申請開挖許可作業緩慢，履約時程控管不當導致違約金達合約上限的1.21億元。此外漢翔公司承攬香山風力發電站工程，將九成以上業務再二次發包給下游廠商施作，違約風險卻未隨之轉嫁，導致漢翔公司需承攬全案風險，因此合併雲麥風力發電站之弊案，由時任監察委員高鳳仙提案糾正通過。

### 完工
2013年2月26日經過修復後，香山風力發電站重新投入商轉。台電公司事故報告也出爐，事故後曾通報風機製造商西班牙原廠派員前來臺灣察看與維修，研判風力發電機起火意外為機艙內所擺放的變壓器過熱燃燒導致整座風力發電機燒毀。

## 設備

### 發電機組
| 風力發電機類型                              | 風力發電類型 | 機組數量 | 裝置容量（MW） | 商轉日期      | 狀態   |
| ------------------------------------------- | ------------ | -------- | -------------- | ------------- | ------ |
| 西班牙Siemens Gamesa公司製 G80 型風力發電機 | 陸域風力發電 | 6        | 12MW           | 2013年2月26日 | 商轉中 |

## 資料來源
1. 1 2 3 4 5  李坤建. . 好房網News. 2013-02-26  [2017-09-24] （中文（臺灣））.
2. ↑  陳建良. . 聯合影音網. 2016-04-29  [2017-09-24] （中文（臺灣））.[]
3. 1 2  吳天明.  (PDF). 源雜誌91期. 2002-01  [2017-09-24]. （原始内容 (PDF)存档于2019-07-01） （中文（臺灣））. （页面存档备份，存于）
4. 1 2   (PDF). 台電月刊600期. 2012-12  [2017-09-24] （中文（臺灣））.[永久]
5. 1 2 3 4  . 環境資訊中心. 2006-10-17  [2017-09-24] （中文（臺灣））.
6. 1 2  . 中華民國監察院. 2008-07-21  [2017-09-24] （中文（臺灣））.
7. ↑  . 台灣風力發電產業協會. 2013-03-06  [2017-09-24]. （原始内容存档于2022-03-16） （中文（臺灣））. （页面存档备份，存于）